# ستریبرتس
ستریبرتس (به چکی: Stříbřec) یک منطقهٔ مسکونی در جمهوری چک است که در ناحیه ییندریخوف هرادتس واقع شده‌است. ستریبرتس ۱۸٫۹۶ کیلومتر مربع مساحت و ۴۵۵ نفر جمعیت دارد و ۴۴۲ متر بالاتر از سطح دریا واقع شده‌است.